# Aloisio Giustiniani
Aloisio Giustiniani († um 1585) war ein römisch-katholischer Geistlicher.

## Leben
Giustiniani wurde am 14. Juli 1574 zum Koadjutor-Patriarchen von Aquileia ernannt. Da seiner Vorgänger Daniele Barbaro bereits 1570 verstorben war, folgte er sofort als Patriarch nach.